# バルンゴヨット層
バルンゴヨット層（バルンゴヨットそう）は、モンゴル国のゴビ砂漠に分布する後期白亜紀の地層。下位層はジャドフタ層、上位層はネメグト層。かつてバルンゴヨット層は下部ネメグト層として知られていたが、ジャドフタ層とバルンゴヨット層はそれぞれ同一の岩相ユニットの下部と上部であり、両層の境界は存在しないことが示唆されている。バルンゴヨット層の標準層序はネメグト西部のKhulsan localityであり、ネメグトにおいてバルンゴヨット層はその最上部の単層のみが見られる。層厚は約110メートル。層序年代はWatabe et al. (2010)においてカンパニアン階とされる。
恐竜の化石ではケラトニクスやヤキュリニクス、サイカニア、タルキア、バガケラトプス、ブレヴィケラトプス、ナトベナトル、ティロケファレ、コンコラプトル、ネメグトマイアなどが産出している。

## ギャラリー

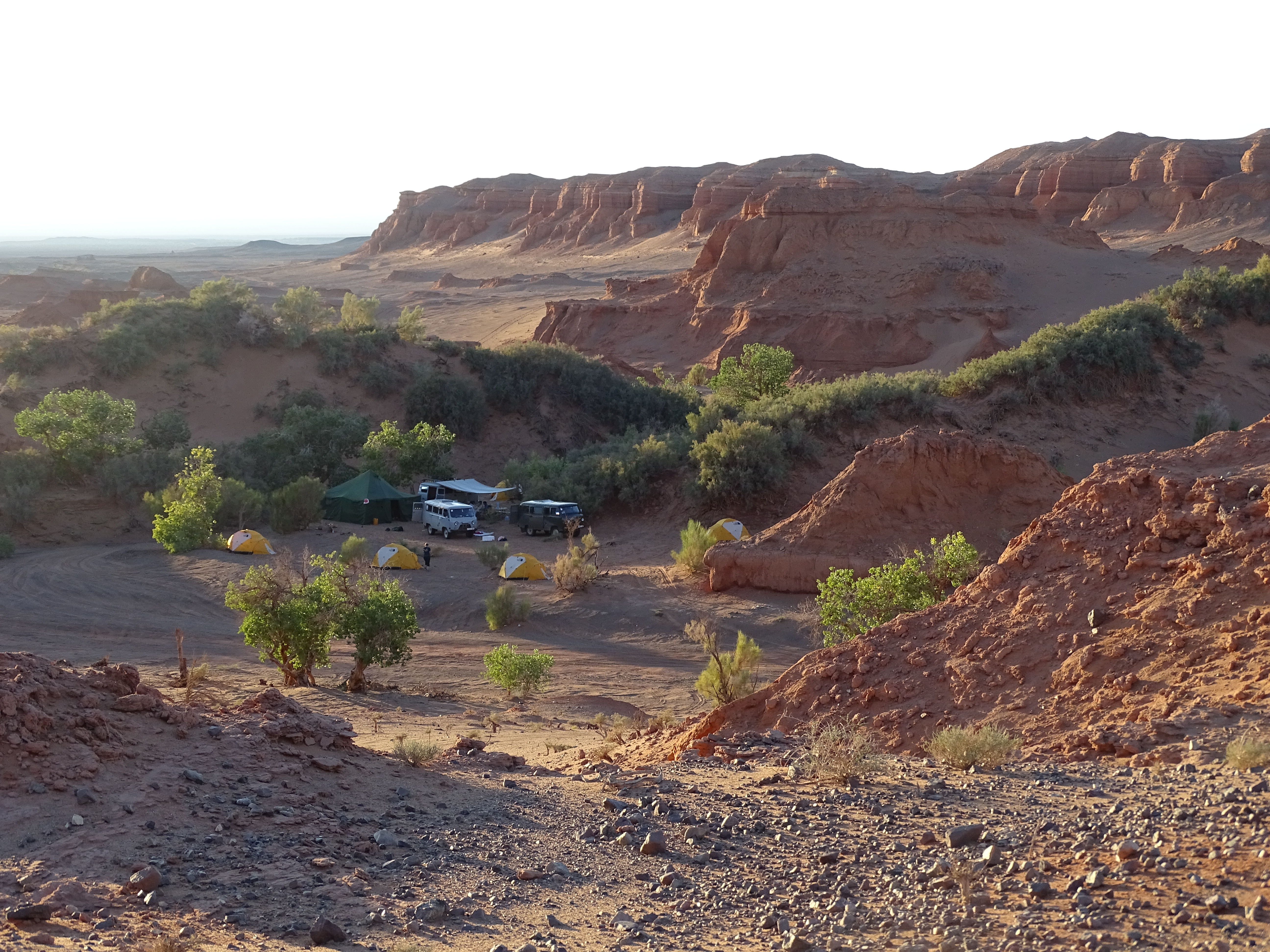
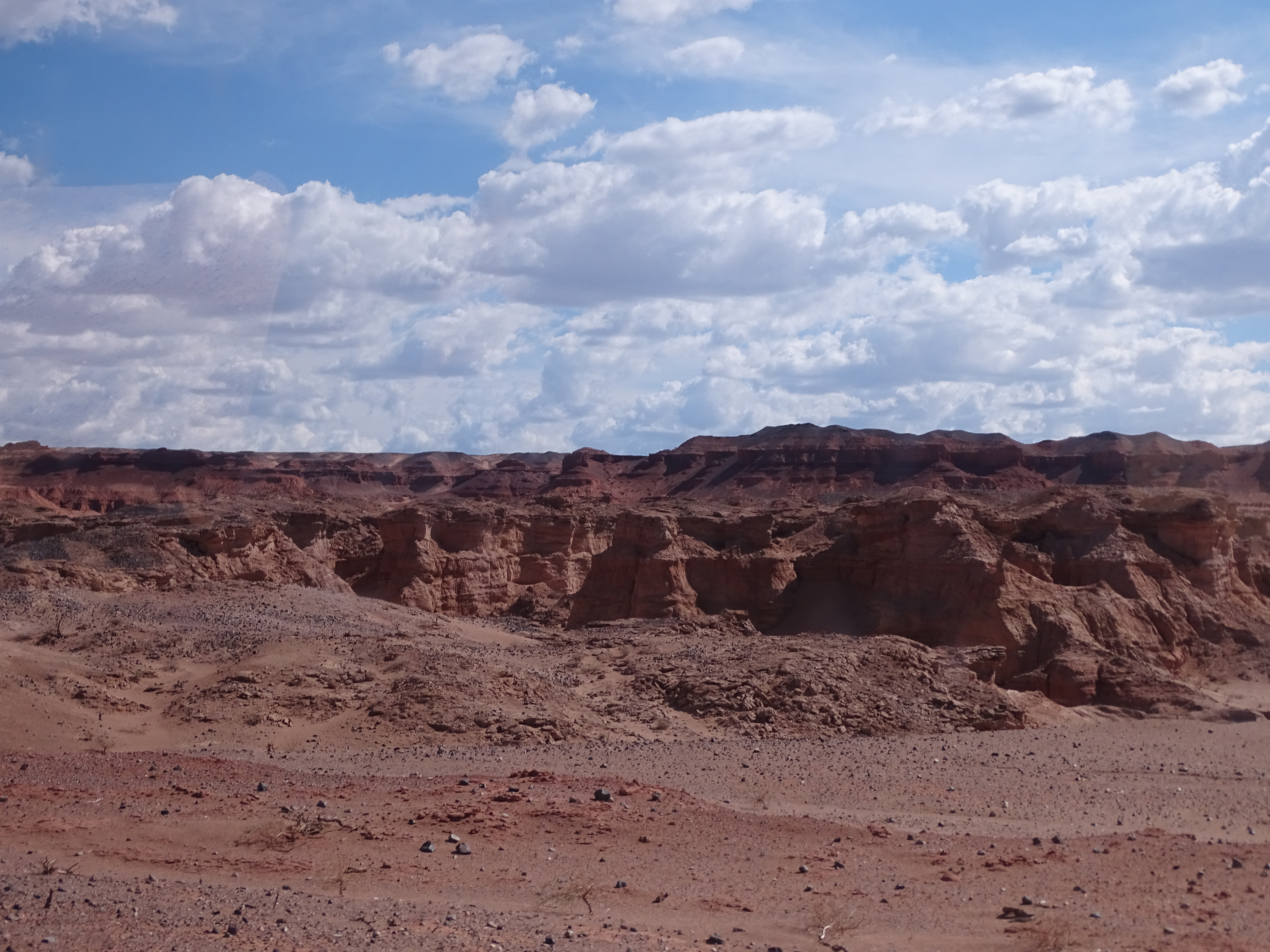
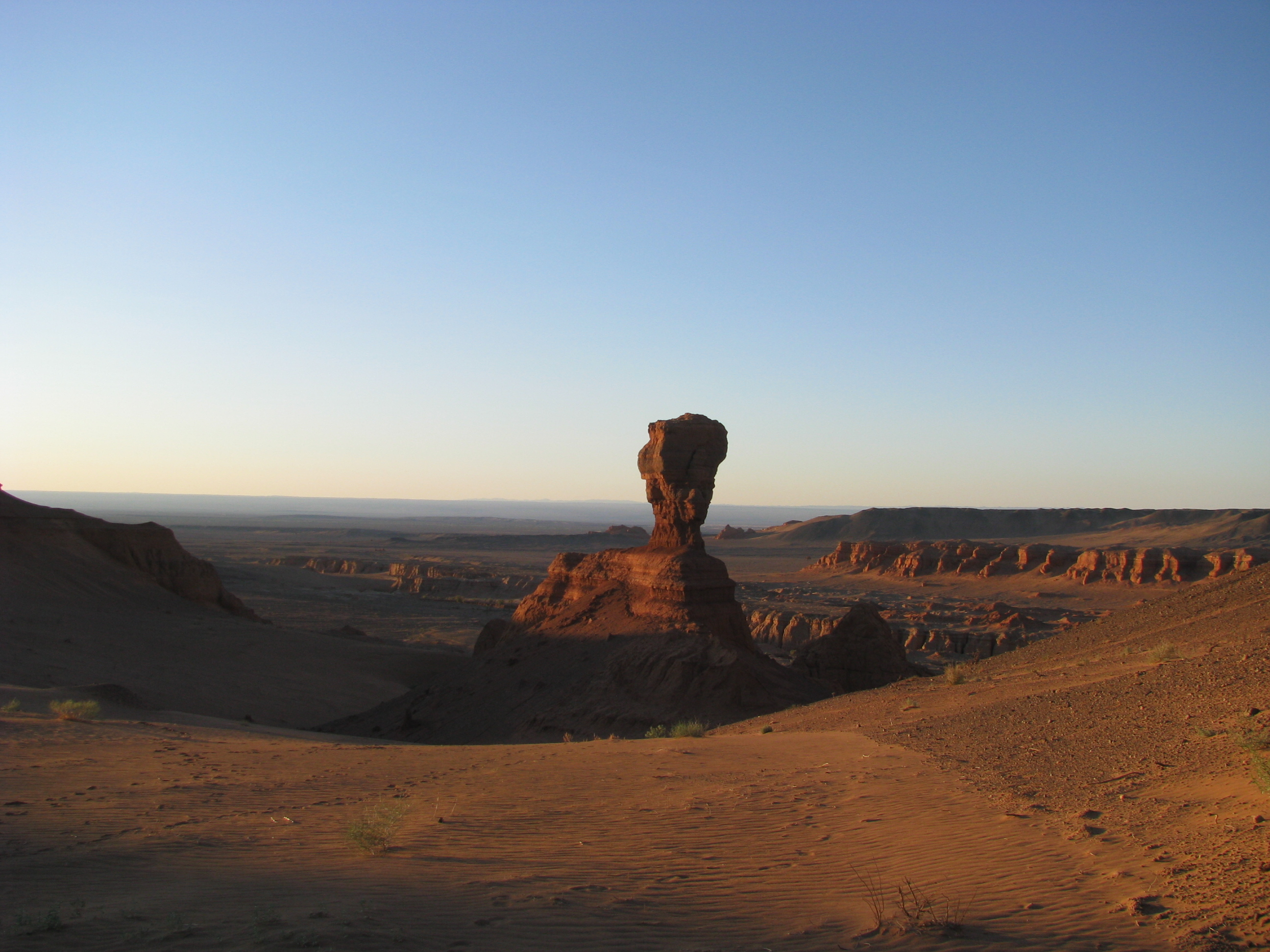
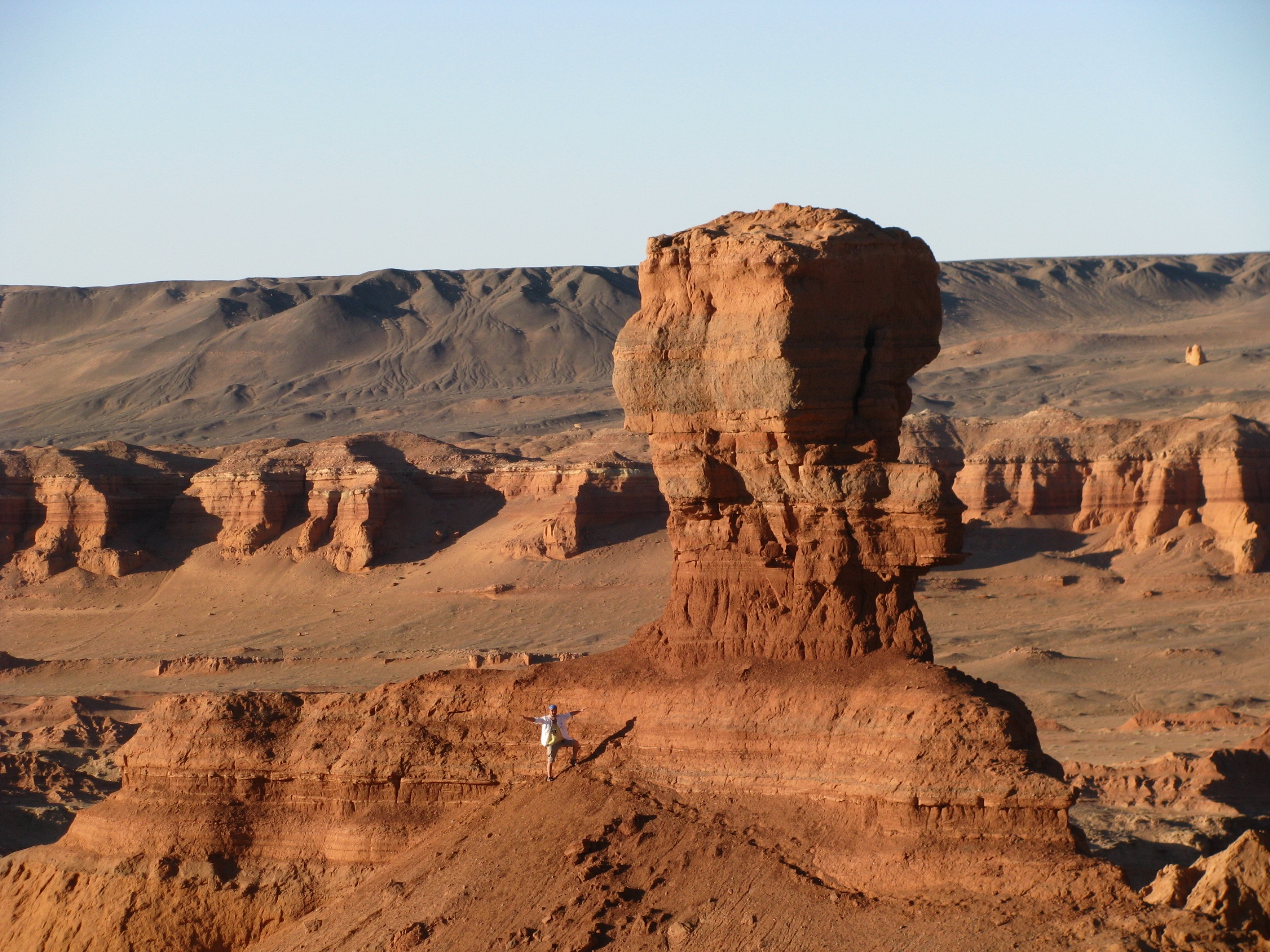
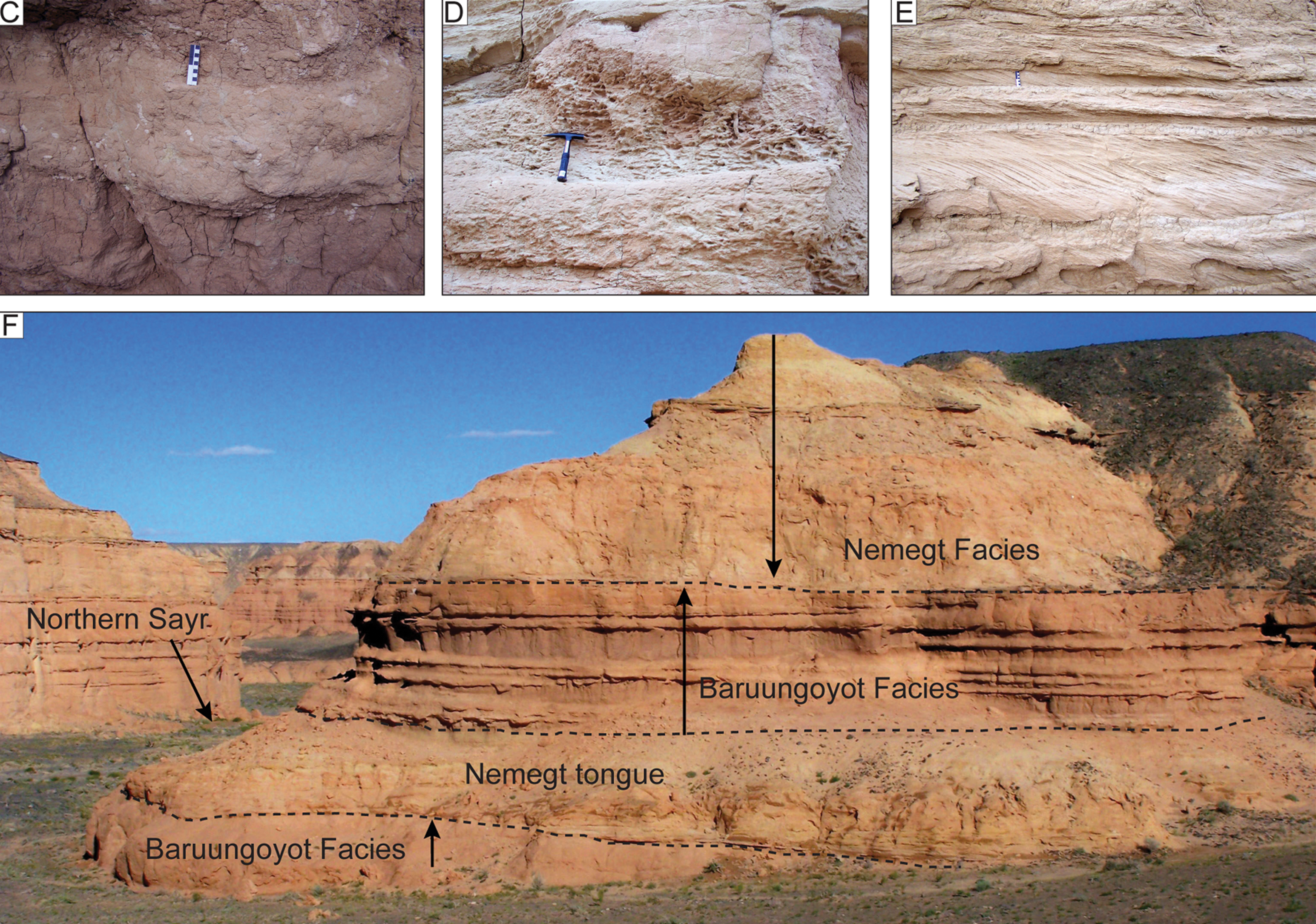